# Formazione di Amerillo
In geologia AMM è la sigla che individua la caratteristica Formazione di Amerillo, che prende il nome dal fiume Amerillo e comprende una zona principale nell'ambito del comune di Licodia Eubea, in provincia di Catania e altre nei dintorni che hanno avuto concomitanza temporale di fasi deposizionali, pur in ambienti spazialmente distanti.
La Commissione Italiana di Stratigrafia della Società Geologica Italiana ha convenuto di suddividere ulteriormente questo sintema in due subsintemi per le peculiarità di composizione, elencati di seguito:
- AMM1 - Membro di Sparagio – nel comune di Castellammare del Golfo, in provincia di Trapani - subsintema stratigrafico della Sicilia

- AMM2 - Membro calcilutiti di Dattilo - nel comune di Paceco, in provincia di Trapani - subsintema stratigrafico della Sicilia